# Akiyuki Hashimoto
Akiyuki Hashimoto (jap. 橋元晃志 Hashimoto Akiyuki; ur. 18 listopada 1994) – japoński lekkoatleta specjalizujący się w biegach sprinterskich.
Podczas mistrzostw świata juniorów młodszych indywidualnie zajął czwarte miejsce w biegu na 200 metrów, a wspólnie z kolegami z reprezentacji sięgnął po srebrny medal w sztafecie szwedzkiej. Rok później zdobył w biegu sztafetowym 4 x 100 metrów brązowy medal mistrzostw świata juniorów.
Rekordy życiowe: bieg na 200 metrów – 20,35 (3 maja 2013, Fukuroi). 